# Registro de Montreux

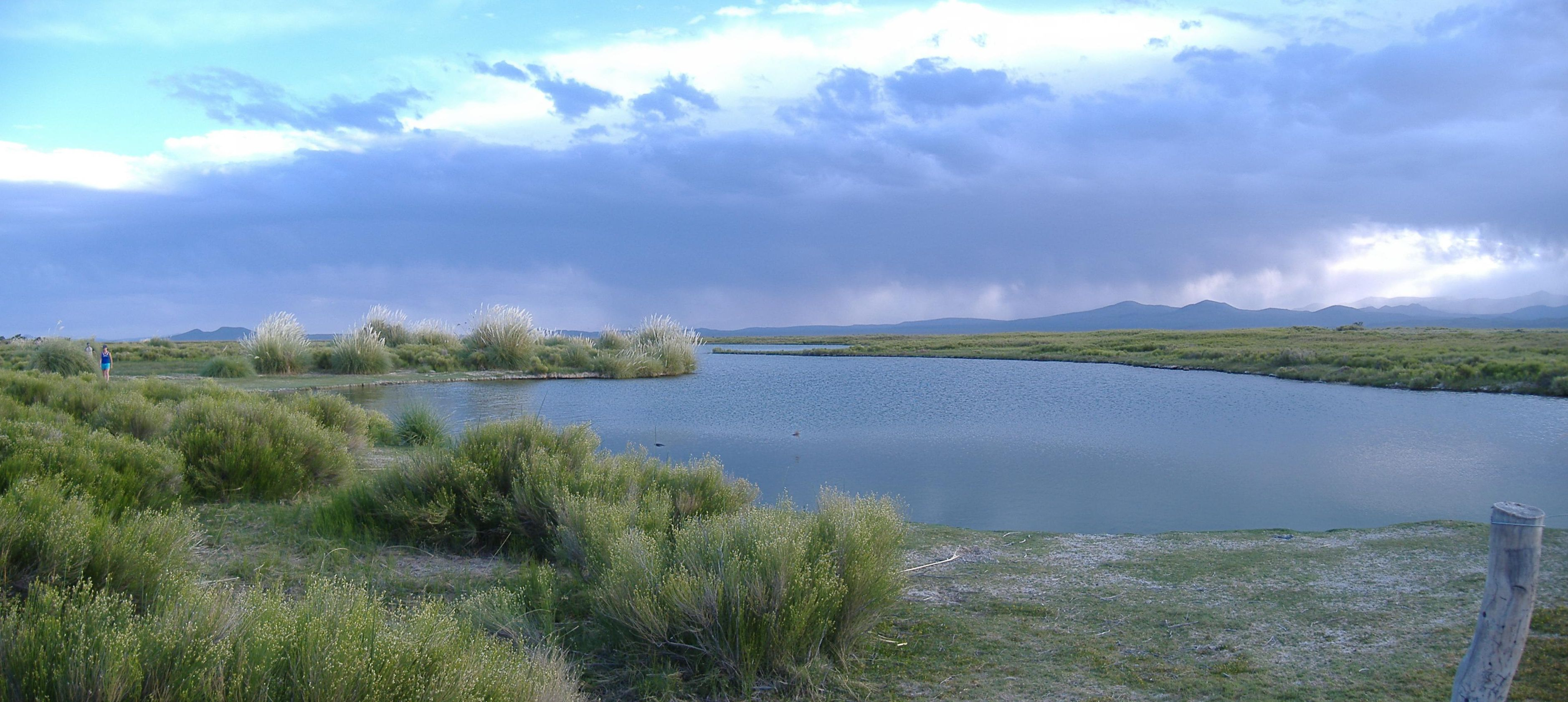
Laguna de Llancanelo, en Argentina. Se incluyó en el registro de Montreux en 2001, pero después de una serie de medidas, en 2004 salió del registro.

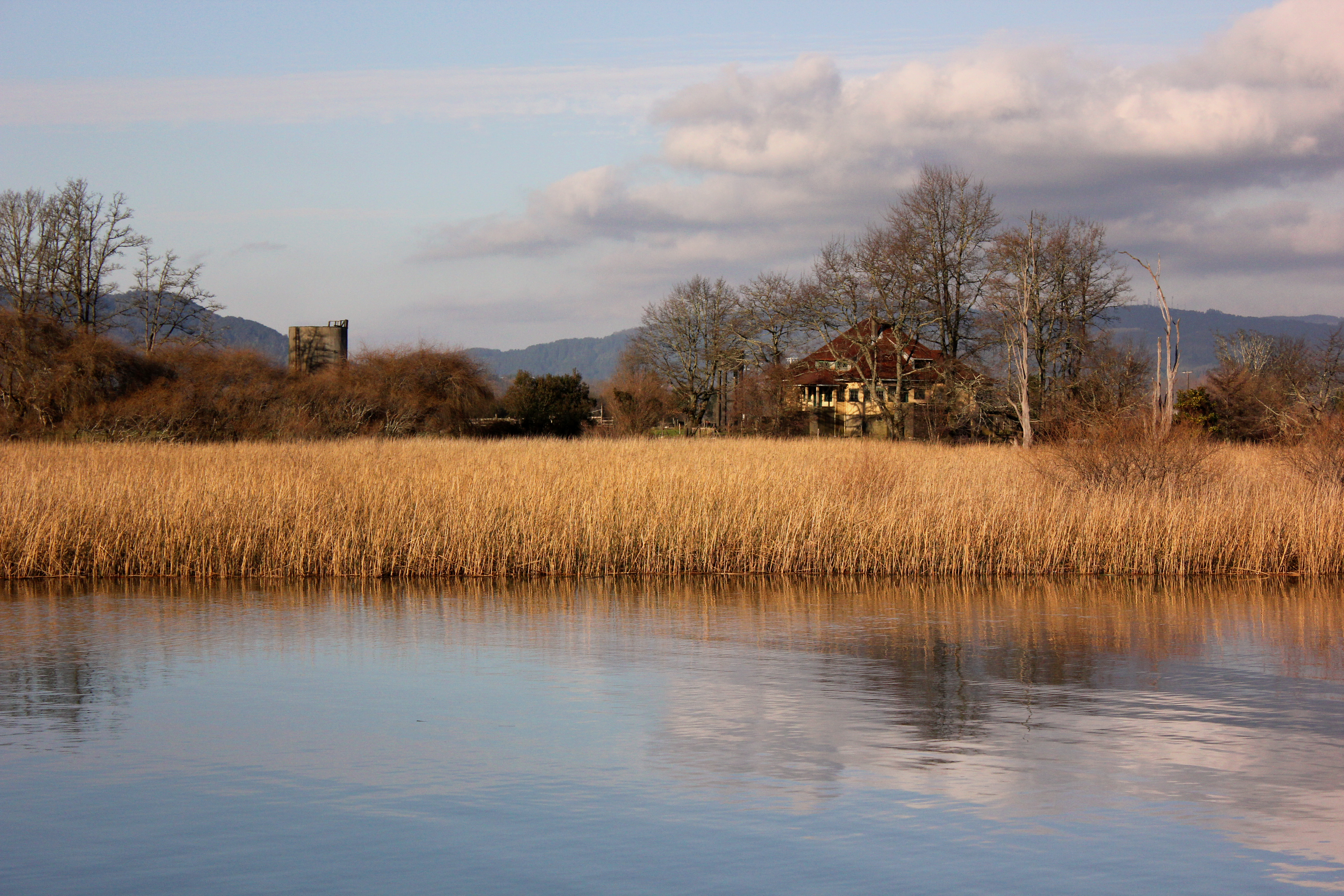
Carrizales en el río Cruces, en el Santuario de la naturaleza Carlos Anwandter, en Chile, que entró en el registro de Montreux en 2006 y salió en 2018.

El registro de Montreux es una lista de los sitios Ramsar, que son humedales de importancia internacional, que han visto peligrar su naturaleza debido a actividades humanas. Pueden ser porque se ha contaminado el lugar o se ha reducido su superficie por la agricultura, la ganadería, la pesca, la tala de juncos o la urbanización del entorno.
Entre 1990 y 2007, el mecanismo de la Misión Ramsar de Asesoramiento ha sido aplicado en 58 sitios o grupos de sitios Ramsar. El registro de Montreux se crea en 1990 y en 1993 se determina que debe emplearse para identificar los sitios a los que debe prestarse una atención prioritaria a nivel nacional e internacional de cara a su conservación. 
Según el acuerdo de los 168 países  participantes en la Convención Ramsar, para que un sitio aparezca en el registro de Montreux, el país afectado debe estar de acuerdo en que tiene un problema, enviar un cuestionario sobre el estado del humedal y solicitar la presencia de una misión de asesoramiento de Ramsar como apoyo y para que le ofrezca las recomendaciones técnicas necesarias para corregir las deficiencias.
Si se cumplen los objetivos y desaparecen las amenazas, el país debe solicitar otra misión de asesoramiento que compruebe que se ha recuperado el equilibrio ecológico y completar un cuestionario de salida.

## Registro de Montreux de sitios Ramsar con problemas

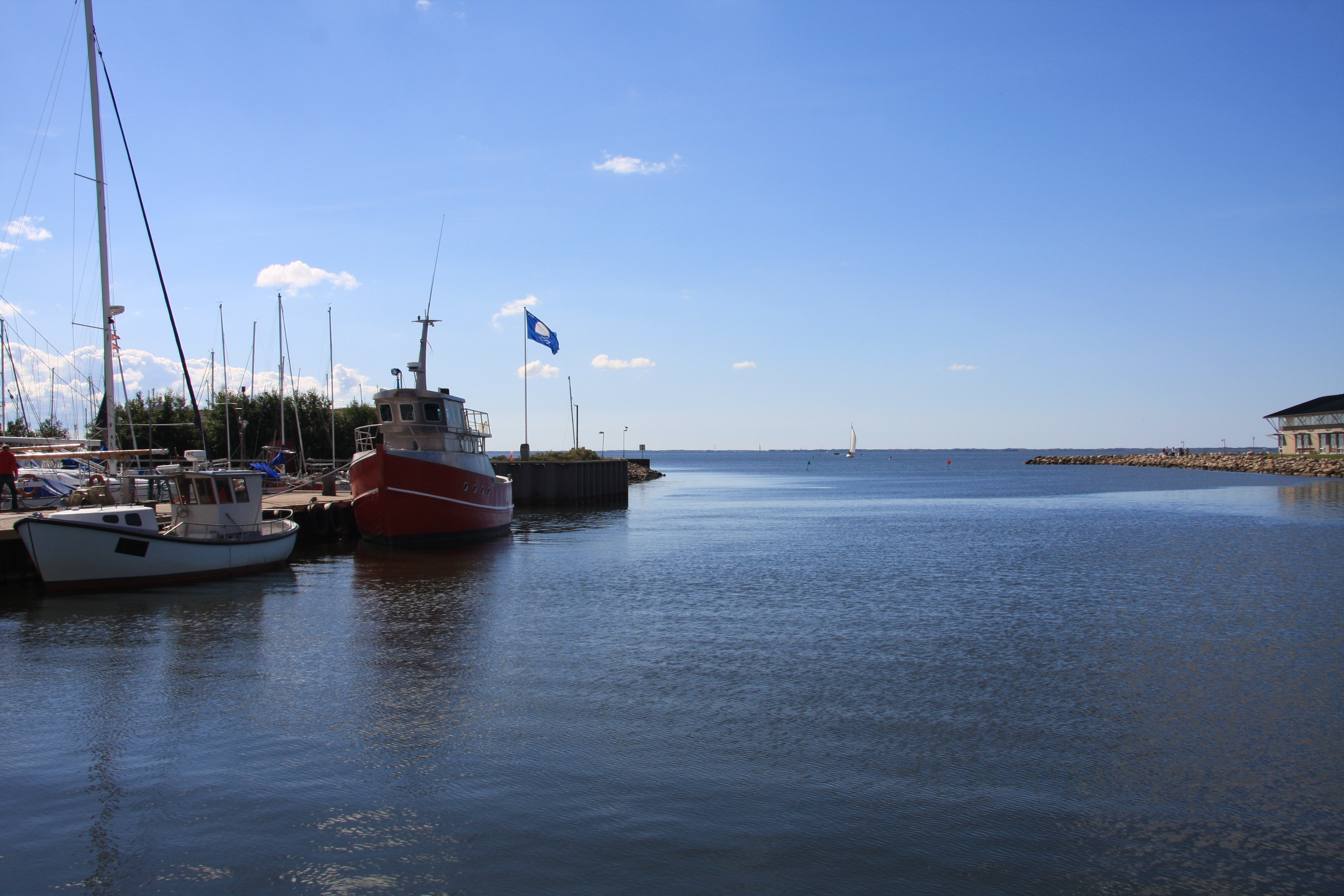
Fiordo de Ringkøbing, sitio Ramsar desde 1977 y en la lista de Montreux desde 1990.

La lista de humedales de importancia internacional incluidos en el registro Montreux incluía 48 sitios en 2020, pero puesto que el objetivo es corregir las deficiencias, muchos de los lugares mencionados ya no están en el registro, como se comenta más abajo.

### Argentina
- Laguna de Llancanelo, en Mendoza, Argentina. Estuvo en el registro de Montreux entre 2001 y 2004, cuando sale después de implementar una serie de medidas para restaurar el hábitat. En 2020 se amplió de 650 a 913 km2.[4]

### Austria
- Donau-March-Thaya-Auen. Llanura de inundación (auen) de los ríos Danubio, Morava (March en alemán) y Dyje (en checo Thaya), 361 km2, Ramsar desde 1982, en la lista Montreux desde 1990 debido al proyecto de construcción de una central hidroeléctrica.[5]

### Bélgica
- Marismas del Yser en Dixmuda y Lo-Reninge (De Ijzerbroeken te Diksmuide en Lo-Reninge), con 23,6 km2, designado Ramsar en 1986, entra en el registro de Montreux en 1990, sale en 1994, vuelve a entrar en 1999. es reserva natural y área de especial protección pero se ve amenazado por la caza intensiva y la agricultura.[6]

- Marismas del bajo Escalda (Schorren van de Beneden Schelde en neerlandés), 420 ha, designado en 1986 , entra en el registro Montreux en 1990. La agricultura intensiva drena las marismas y está rodeada por una amplia zona industrial. Fue el primer sitio Ramsar en recibir una misión Ramsar de reconocimiento en 1988.[7]

### Bulgaria

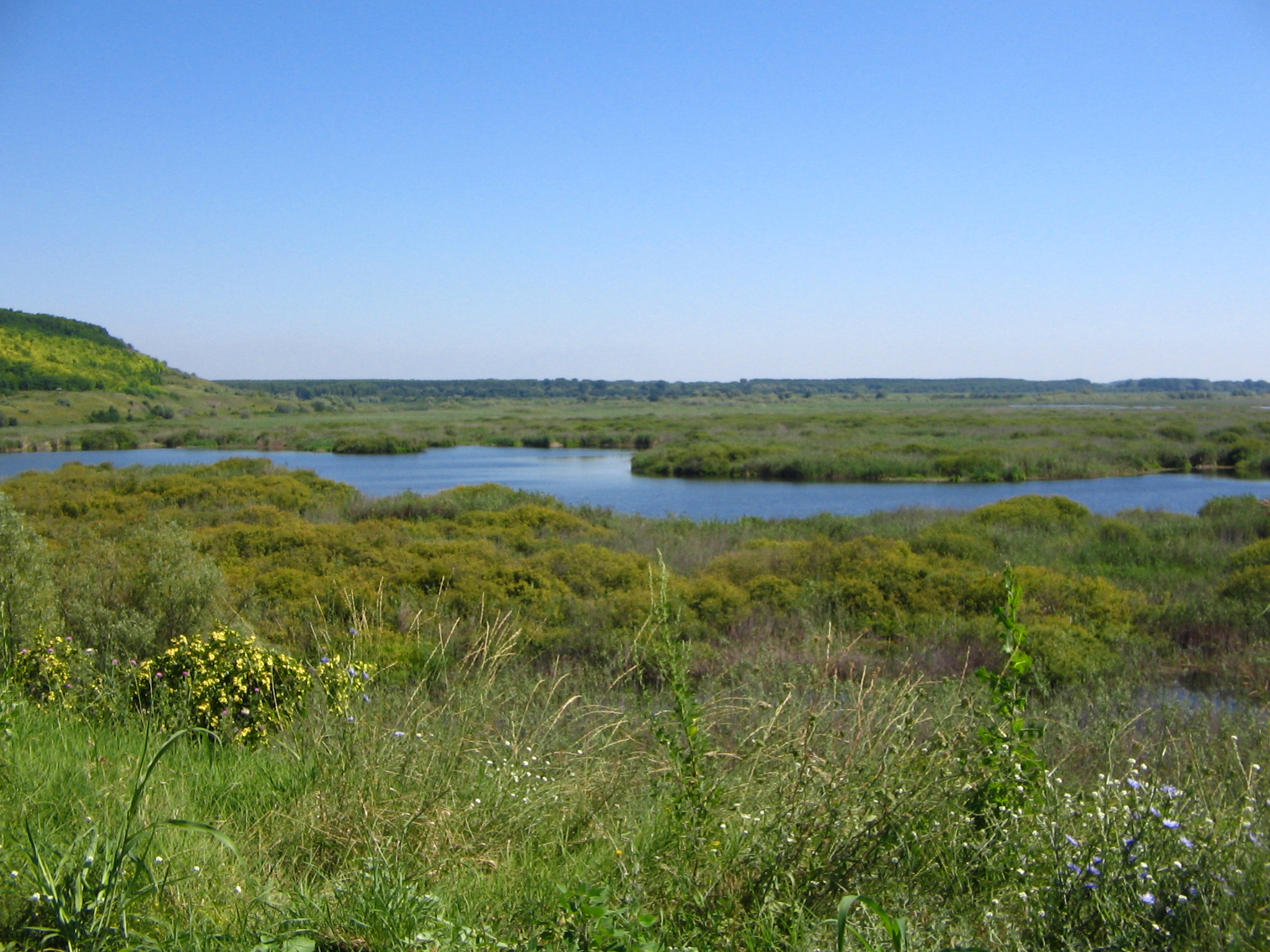
Lago Srebarna

- Lago Durankulak, 13,7 km2, designado en 1984, entra en el registro de Montreux en 1993, pero más tarde lo abandona (falta información).[8]

- Srébarna, 14,64 km2, designado en 1975, entra en el registro en 1993. Recibe misiones Ramsar en 1992 y 2001, en 2013 se amplia con la adición de 7 km2 de área protegida Pelikanite. Tiene problemas de eutrofiación. Forma parte del Sitio Ramsar Transfronterizo lago Calasari (en Rumanía) - Srebarna, desde 2013.[9]

### Chile
- Santuario de la naturaleza Carlos Anwandter, 48,77 km2, designado en 1981, entra en el registro Montreux en 2006, después de un importante deterioro ambiental en 2004 por la contaminación con metales pesados. En 2018, la población de aves se recupera y sale del registro de Montreux.[10]

### Colombia

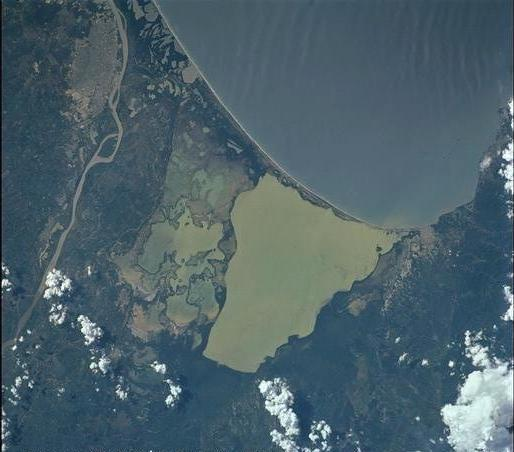
Ciénaga Grande de Santa Marta, en Colombia

- Sistema Delta Estuarino del Río Magdalena, Ciénaga Grande de Santa Marta, 4000 km2, en el delta del río Magdalena.[11] Designada en 1998. Además, de la importancia de la Ciénaga Grande de Santa Marta, para las aves residentes y migratorias y los recursos pesqueros, es un área importante para reptiles como el caimán babilla, el cocodrilo americano, la iguana; mamíferos como los monos aullador rojo y los capuchinos, el capibara y el manatí, debido a la riqueza de manglares, bosque inundado, bosque caduco tropical y la vegetación herbácea y acuática. Una misión de asesoramiento Ramsar en 2017 detectó alteraciones por la construcción de carreteras, nitraros procedentes de fertilizantes, sustancias tóxicas aportadas por el río y la tala, caza y pesca de las comunidades en busca de especies exóticas, por lo que se recomendó su inclusión en el registro de Montreux.[12]

### Costa Rica
- Palo Verde, 245 km2, forma parte del Parque nacional Palo Verde. Designado en 1991, entra en el registro Montreux en 1993 a causa de un incendio. Se amplió en 2002.[13]

### Croacia

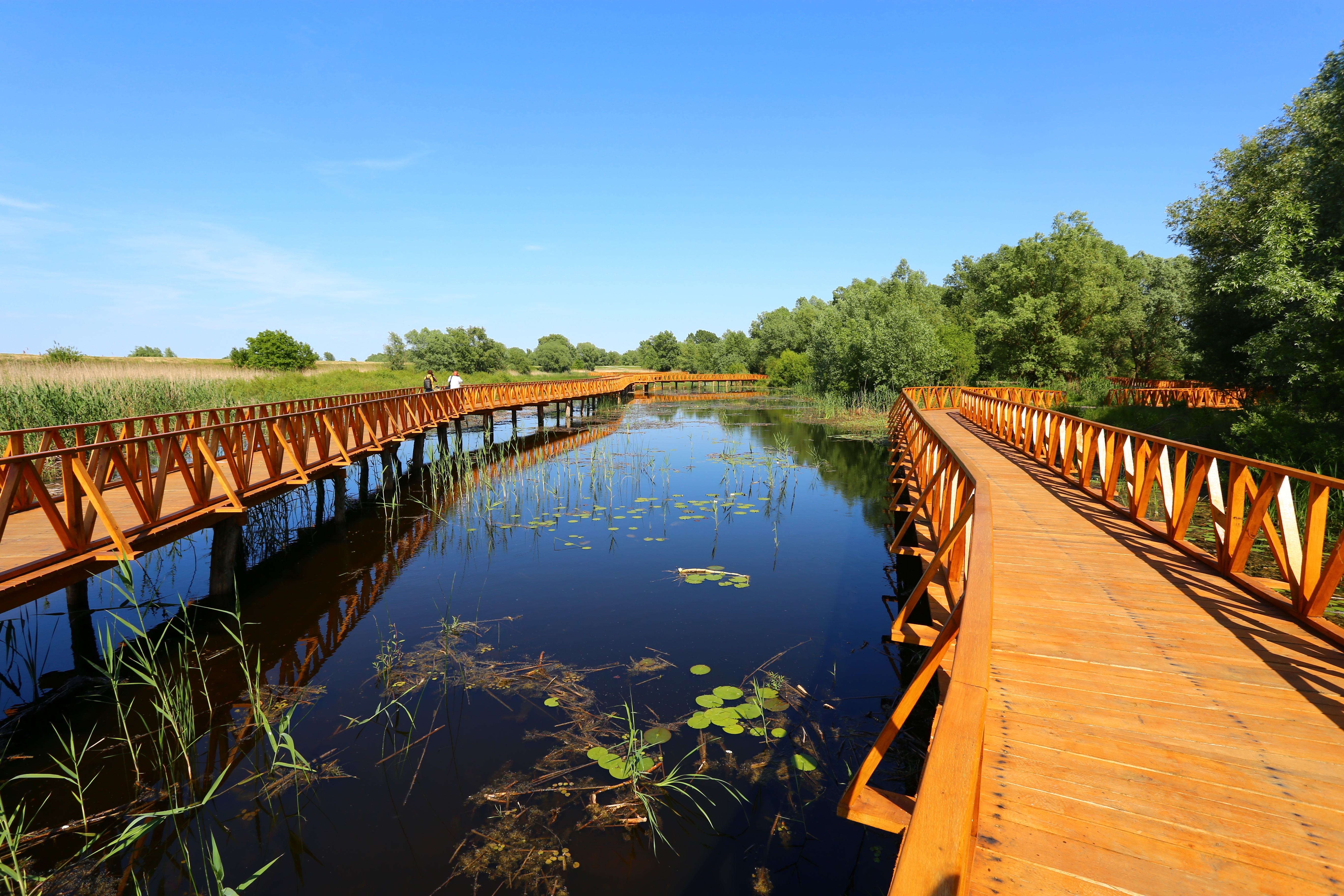
Parque natural Kopački Rit.

- Kopacki Rit, 231 km2, designado en 1992.[14] Entra en el registro Montreux en 1993, debido a estar en zona de guerra. El conflicto cesa en 1995, el área se limpia de minas y se reintegra en Croacia. En 1995 se crea en la zona el Parque natural Kopački Rit con 177 km2. En 2005, una visita de la misión asesora Ramsar recomienda sacarlo del registro.[15]

### Dinamarca
- Fiordo de Ringkøbing (Ringkøbing Fjord), 276 km2. Designado Ramsar en 1977, entra en el registro Montreux en 1990. Dañado por la agricultura intensiva, hay signos de mejora, pero los niveles de nitratos son todavía muy elevados.[16]

### Egipto

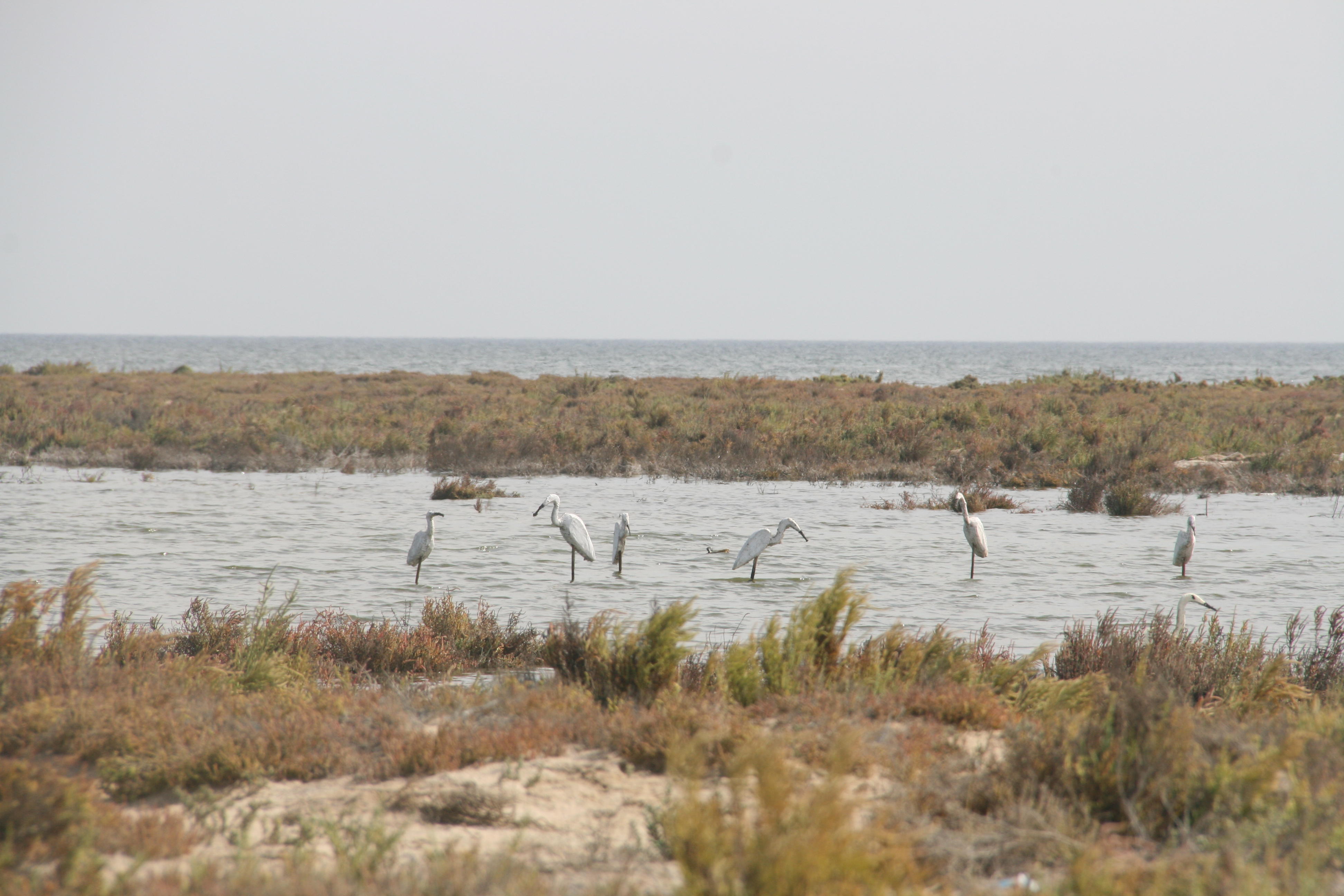
Lago Bardawil, en Egipto

- Lago Bardawil, 595 km2, designado en 1988, 59,500 ha, entra en el registro  en 1990 por la extracción de sal y la formación de barras de arena que cierran la salida de las lagunas al mar.[17]
- Lago Burullus, 462 km2, , designada en 1988, entra en el registro Montreux en 1990 por la entrada de grandes cantidades de agua contaminada con fertilizantes y pesticidas que aumentan los nitratos.[18]

### España
- Doñana, 1116 km2, designado en 1982, en Andalucía, entra en el registro Montreux en 1990 por la sobreexplotación de los acuíferos que, junto a la sequía, ha hecho disminuir el periodo de inundación de las marismas.[19]

- Las Tablas de Daimiel, 19,3 km2,  designadas en 1982, en Castilla-La Mancha, entran en el registro Montreux en 1990 debido a la sobreexplotación de los acuíferos para la agricultura intensiva.[20]

### Estados Unidos
- Parque nacional de los Everglades, 6105 km2. Designada en 1987, entra en el registro Montreux en 1993.[21]

### Grecia

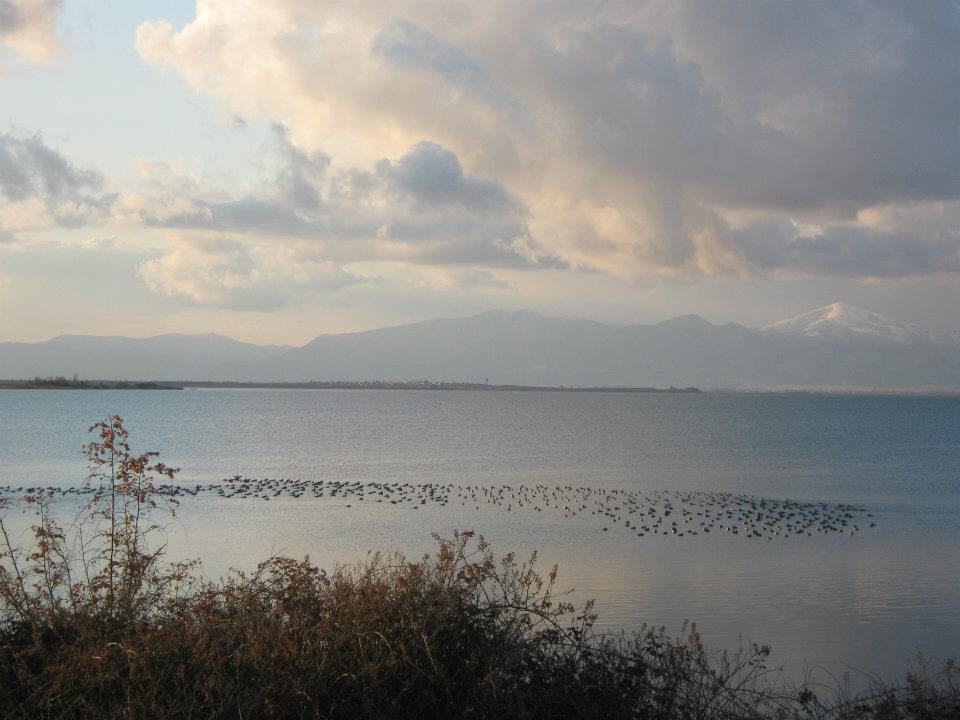
Lago Vistonis o Bistónide, en Grecia.

- Golfo de Arta (Amvrakikós kólpos), también golfo de Abracia o de Accio, 236,5 km2. Designado en 1975, entra en el registro de Montreux en 1990 debido a las actividades humanas, que extraen un exceso de agua que saliniza los humedales.[22]

- Delta de los ríos Axios, Lidias y Haliacmón, 118 km2. Designado en 1975, entra en el registro Montreux en 1990 por la pesca, la acuicultura, la agricultura, la ganadería y la extracción de sal, así como por la construcción de una presa para regadío que altera los caudales y los residuos urbanos..

- Lagunas de Kotychi, 63 km2, en el noroeste de Elis, costa noroccidental del Peloponeso. Designado en 1975, entra en el registro Montreux en 1990 por la presión de los productos químicos agrícolas y la ganadería.[23]

- Lago Vistonis, Porto Lagos, lago Ismaris y lagunas adjuntas, 244 km2, entra en el registro Montreux en 1990 por las actividades humanas que provocan cambios en la salinidad y por actividades industriales.[24]

- Lagos Bolbe y Koronia, 164 km2, en Tesalónica. Designado en 1975, entra en el registro de Montreux en 1990 por el empobrecimiento de la calidad del agua debido a la falta de tratamiento de aguas residuales, la sequía, la escorrentía agrícola y los efluentes de la industria y las granjas.[25]

- Lagunas de Mesolongi o Messolonghi, 337 km2. Designado en 1975, entra en el registro Montreux en 1990 por diversos trabajos de construcción que han deteriorado el humedal, la pesca intensiva, la caza ilegal y la ganadería.[26]

- Delta del Mesta y lagunas adjuntas, (Nestos delta & adjoining lagoons), 219 km2. Designado en 1975, entra en el registro de Montreux en 1990 por el incremento del riego y la construcción de una presa.[27]

### Guatemala
- Laguna del Tigre, 3350 km2. Engloba el Parque nacional de la Laguna del Tigre y el biotopo del mismo nombre. Designado en 1990 en el Petén, entra en la lista Montreux en 1993 debido a la tala y la caza ilegales.[28]

### India

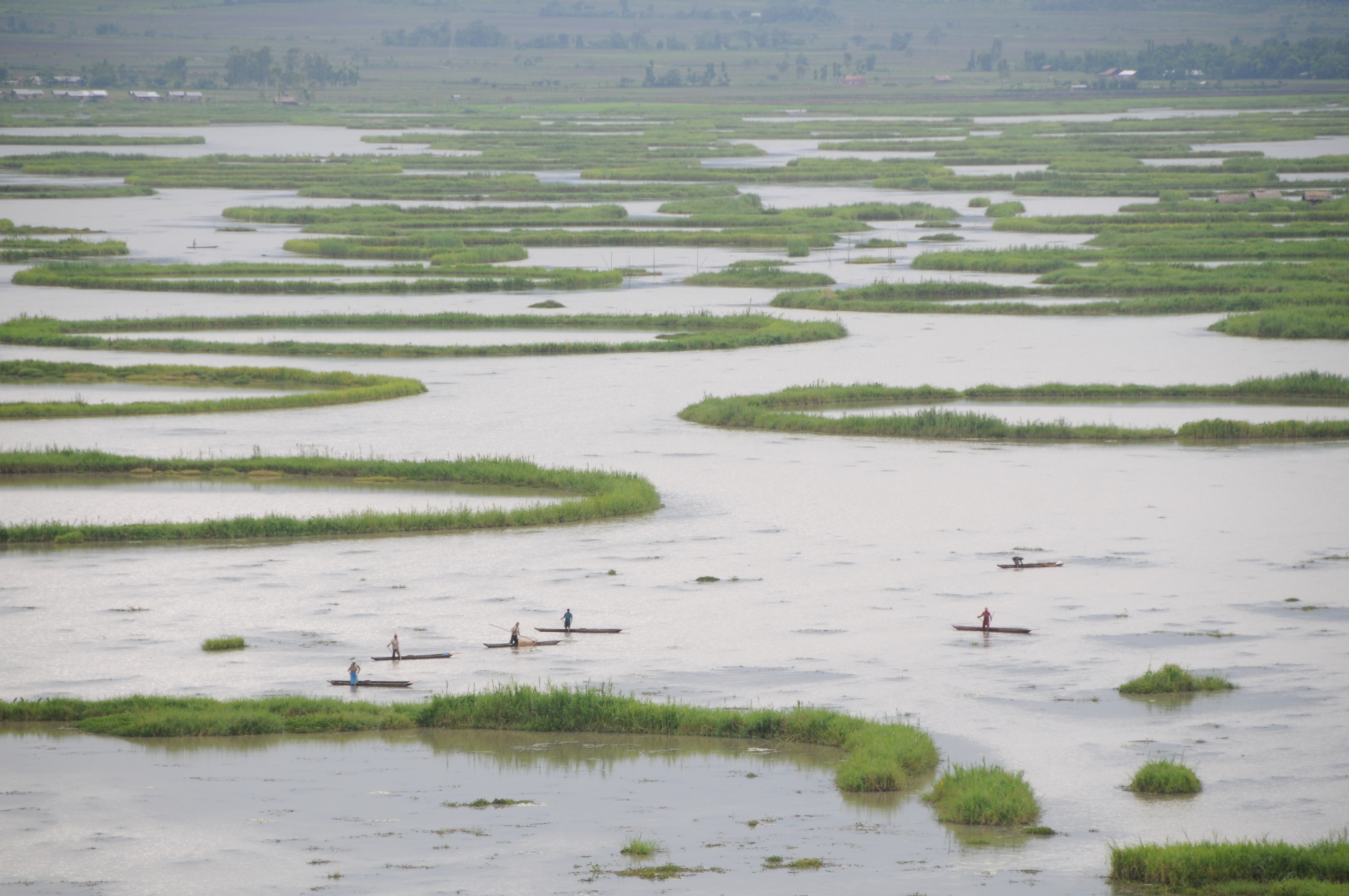
Lago Loktak, en el nordeste de la India. Las formas circulares, llamadas athapums, se crean artificialmente para favorecer la pesca.

- Parque nacional de Keoladeo, 28,7 km2. Designada en 1981 en Rajastán, entra en el registro Montreux en 1990 debido a la escasez de agua y el exceso de pastoreo, así como la invasión del panizo, una gramínea que ha alterado el ecosistema perjudicando a especies como la grulla siberiana.[29]

- Lago Loktak, 266 km2, en Manipur. Designada en 1990, entra en el registro Montreux en 1993  por la deforestación, la invasión de jacintos en el agua y la contaminación.[30]

### Irak

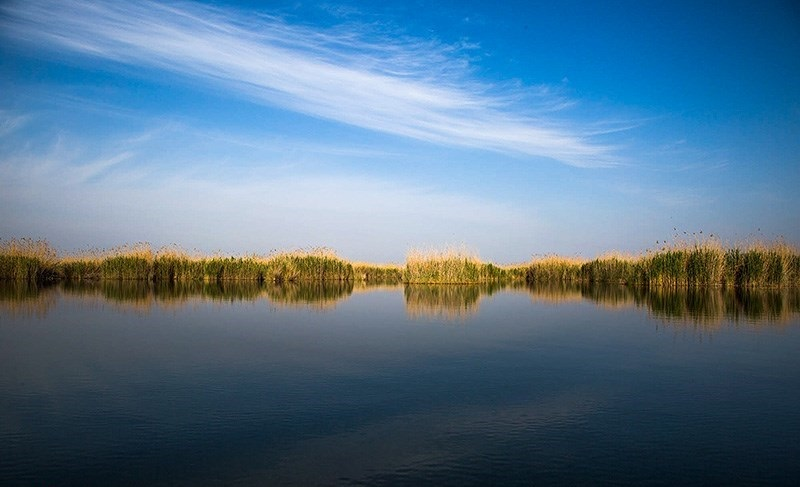
Marismas de Hawizeh.

- Marismas de Hawizeh, 1377 km2, en Basra. Designada en 2007, entra en el registro de Montreux en 2010 por el extenso drenaje y la guerra Irán-Irak en 1990, además de los regadíos en los países aguas arriba. Mejora entre 2003 y 2008, pero la sequía de 2008-2009 empeora la situación y el área protegida se reduce.[31]

### Jordania
- Oásis de Azraq, 73,7 km2, reserva de aves, designada en 1977, entra en el registro Montreux en 1990 por la extracción de agua que casi provoca la desecación del lugar.[32]

### Nicaragua
- Sistema de Humedales de la Bahía de Bluefields, 865 km2, designado en 2001, entra en el registro de Montreux en 2007 por los problemas causados por el incremento de la población y la contaminación.[33]

### Reino Unido
- Estuario de Dee, 143 km2, en la desembocadura del río Dee, en el noroeste de Gales. Designada en 1985, entra en el registro de Montreux en 1990 debido a la polución, la sobrepesca, la introducción de especies invasoras, el transporte y las actividades industriales.[34]

- Ouse Washes, 24,7 km2. Área de protección especial designada en 1976. Entra en el registro Montreux en 2000 por las inundaciones veraniegas.[35]

### República checa

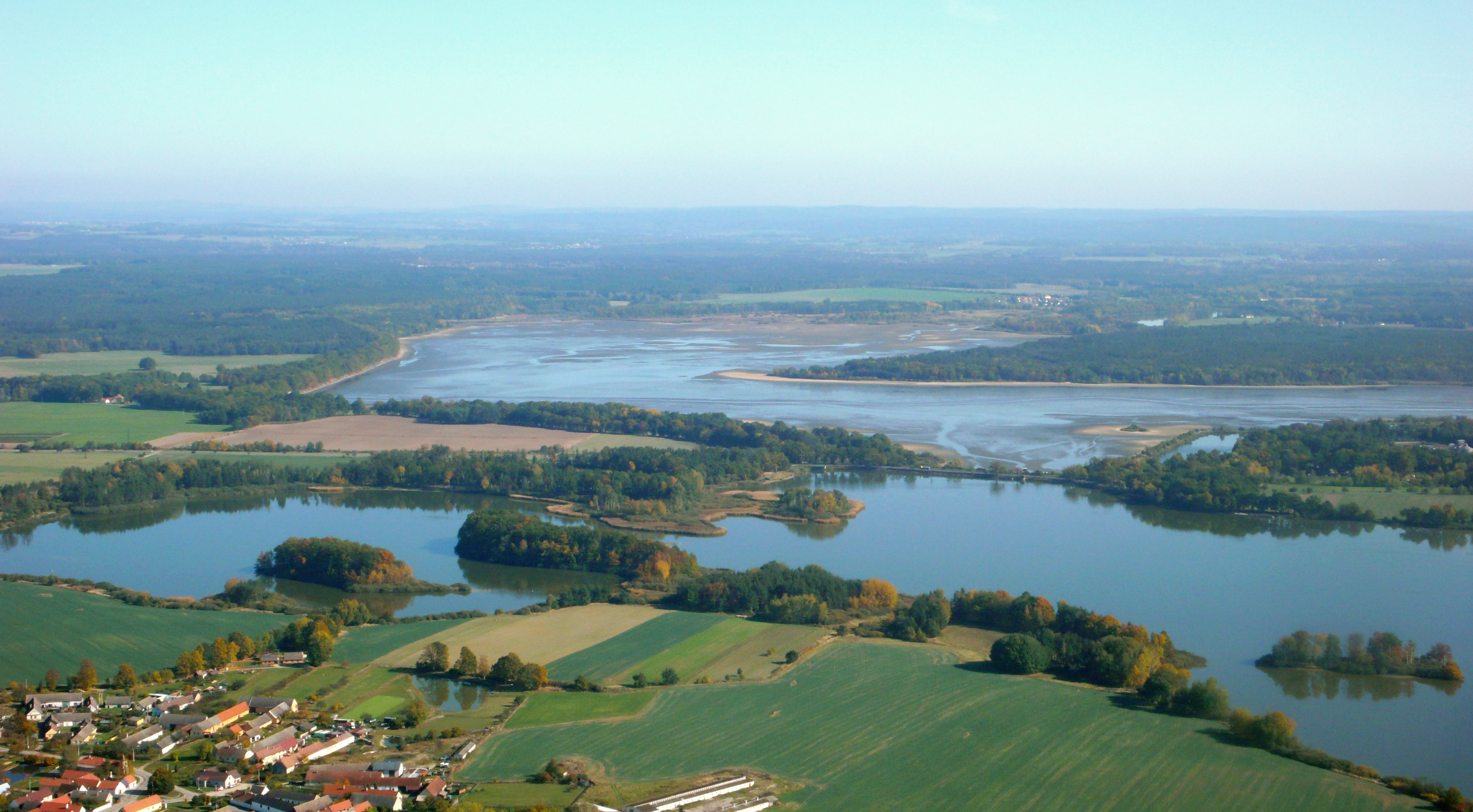
Viveros de peces de Rožmberk y Káňov, en Třeboň.

- Litovelské Pomoraví (Litovel, ciudad, cerca del río Morava), 51,22 km2, designada Ramsar en 1993, entra en el registro de Montreux en 1997 debido a la contaminación causada por la actividad humana, agricultura, silvicultura y turismo. Forma parte del Área protegida de Litovelské Pomoraví (CHKO Litovelské Pomoraví), de 96 km2.

- Llanura de inundación del bajo Dyje (Mokrady dolního Podyjí, en checo), 115 km2 en el lecho inundable del curso inferior del río Dyje, afluente del Morava.  Designada en 1993, entra en el registro de Montreux en 2005 por la extracción de madera, la caza, los embalses, el riego, el turismo y la pesca. Forma parte del sitio Ramsar trilateral de las llanuras inundables de la confluencia del los ríos Morava, Dyje y Danubio, que desde 2004 aúna cuatro sitios Ramsar: el de Podyjí con los de Donau-March-Thaya-Auen, (No.272), Untere Lobau (n.º 273) en Austria y Moravské luhy (llanuras o planicies aluviales del río Morava) (n.º 604) en Eslovaquia.[36]

- Poodří, 54,5 km2, designada en 1993 en un bosque inundable en los meandros del río Oder, en el registro Montreux desde 2005 debido a la eutrofización por agricultura intensiva y embalses.[37]

- Viveros de Třeboň (Trebonská rybníky), 101,6 km2, designada en 1990, es la zona del mundo con mayor extensión de viveros de peces, con 480 hectáreas, construidos entre 1584 y 1590. Entra en el registro de Montreux en 1994 debido a la amenaza de privatización. Desde 1997, la cría intensiva de peces y la destrucción de los alrededores ha empeorado la situación.[38]

### República Democrática del Congo
- Parque nacional marino de los Manglares (Parc national des Mangroves), designado en 1996, entra en el registro Montreux en 2000, amenazado por las actividades humanas, la pesca, la recolección de plantas, la polución relacionada con una refinería cercana y el desarrollo urbano descontrolado.[39]

- Parque nacional de Virunga 8000 km2, en Kivu del Norte. Designado Ramsar en 1996,[40] una misión de asesoramiento en 2014 recomendó su inclusión en el registro de Montreux si no se cumplían dos requisitos: anular los permisos para la explotación petrolífera dentro del sitio, lo que se cumplió, y acabar con los grupos armados no gubernamentales que operaban en la zona, en curso en 2018 por parte de la Misión de Estabilización de las Naciones Unidas para la en la República Democrática del Congo.[41]

### República islámica de Irán

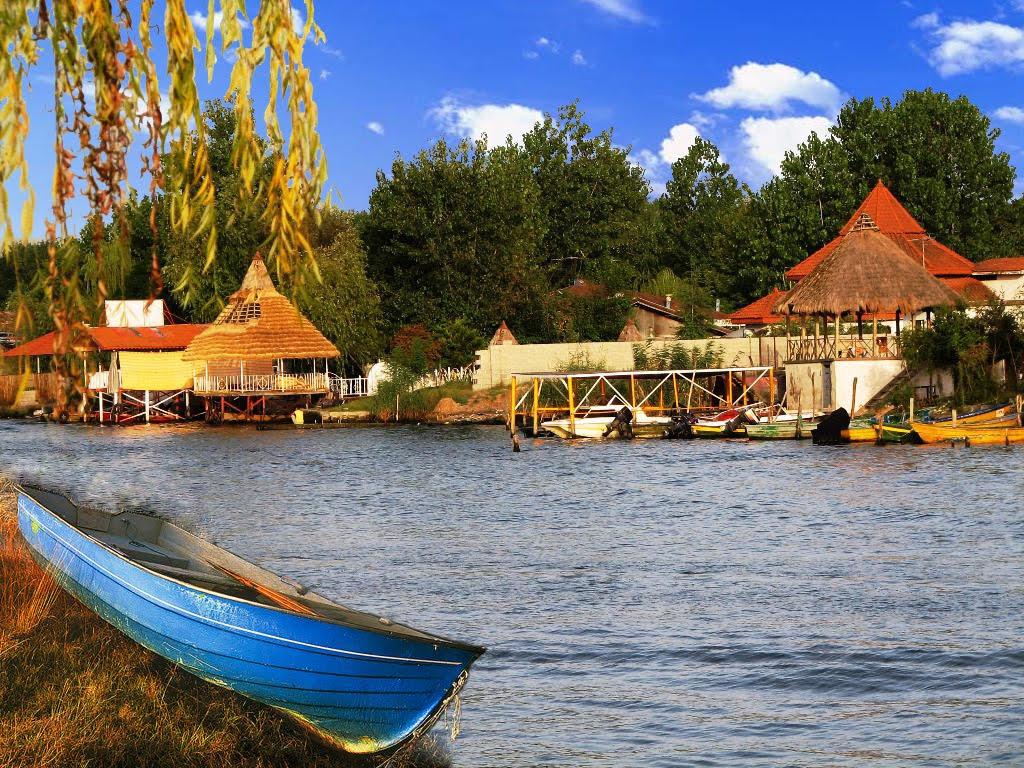
Laguna de Anzali, en Irán.

- Humedal o laguna de Anzali, 195 km2, designado en 1975. Entra en el registro Montreux en 1993 debido al descenso de las aguas, la eutrofización, la caza y la proliferación del carrizo (Phragmites australis) y el jacinto de agua.[42]

- Extremo sur del lago endorreico de Hamun-e-Puzak, 100 km2, en la frontera con Afganistán. Designado en 1975 en Sistán y Baluchiatán, entra en el registro Montreux en 1990 por la construcción de una presa en el río Helmand, en Afganistán.[43]

- Lagos endorreicos de Hamun-e-Saberi y Hamun-e-Helmand, 500 km2, en Provincia de Sistán y Baluchistán, en la frontera con Afganistán. Designado en 1975. Entra en el registro Montreux en 1990 por problemas de sequía debidas a la construcción de una presa en el río Helmand, en Afganistán.[44]

- Lagos de Neiriz y humedales de Kamjan, 1080 km2, designado en 1975 en la provincia de Fars, entra en el registro de Montreux en 1990 por el drenaje de las aguas para el cultivo de arroz durante décadas.[45]

- Marismas de Shadegan y llanuras de marea de Khor-al Amaya y Khor Musa, 4000 km2. Designado en 1975, en Juzestán. Entra en el registro Montreux en 1993 por la polución química debida a la guerra Irán-Irak.[46]

- Lagos Shurgol, Yadegarlu y Dorgeh, 25 km2. Son tres humedales separados a 7-10 km al sur del lago Urmía, al sur del mar Caspio. Designado en 1975, entra en el registro de Montreux en 1990 debido al sobrepastoreo, la recolección de la vegetación acuática, la caza de aves acuáticas y los efectos de la guerra y la sequía, sobre todo en el lago Yadegarlu.[47][48]

### Sudáfrica
- Blesbokspruit, 18,6 km2, santuario de aves en un río de la provincia de Gauteng. Designada en  1986, entra en el registro Montreux en 1996 por la contaminación causada por las minas adyacentes.[49]

- Boca del río Orange, 20 km2, en la frontera con Namibia, designada en 1991, entra en el registro Montreux en 1995 por la rápida degradación debida a las minas de diamantes y la construcción de una presa.[50]

### Túnez

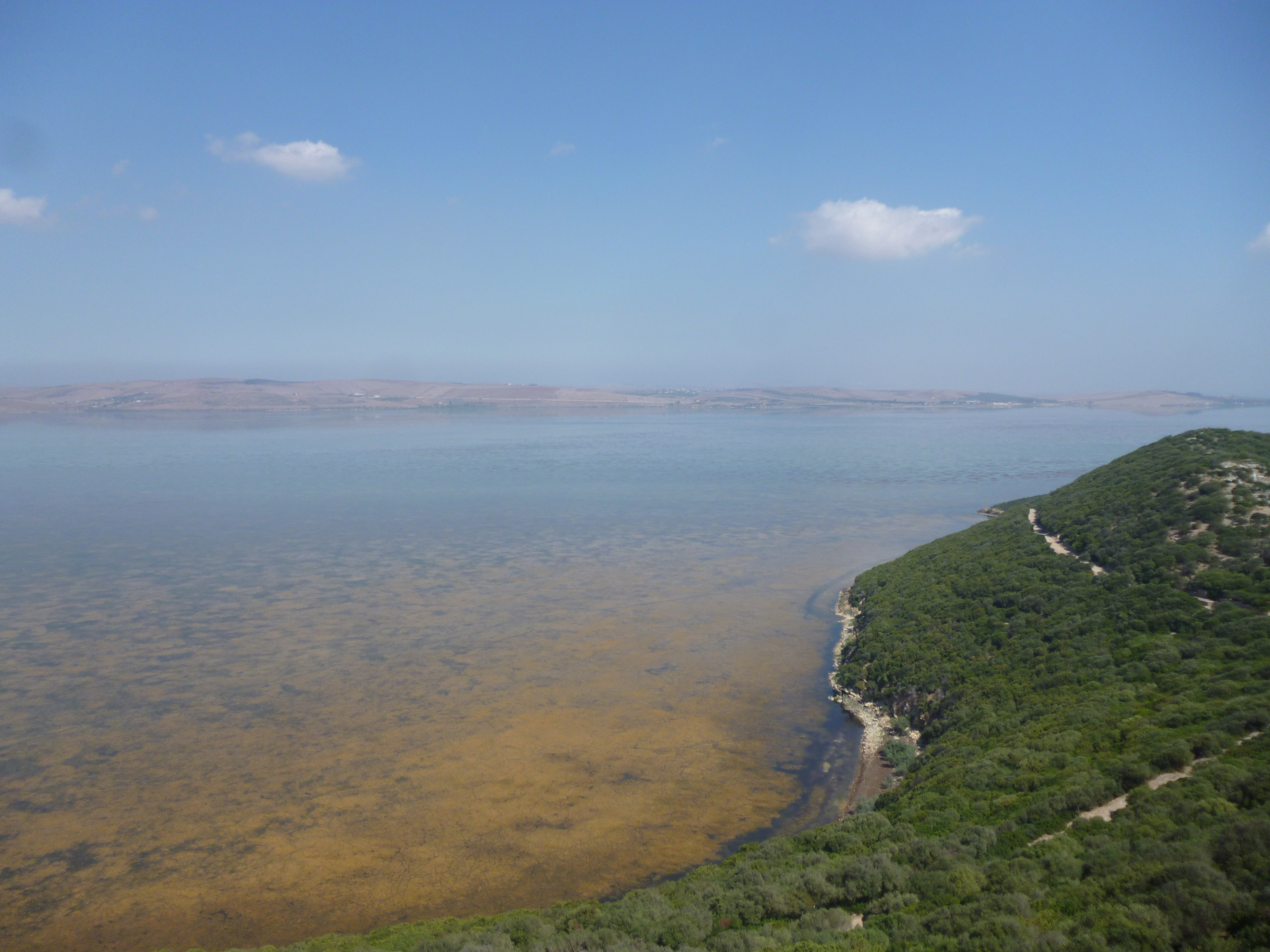
Lago Ichkeul, en Túnez

- Lago Ichkeul, 126 km2, designado en 1980 en Bizerte, reserva de la biosfera, patrimonio de la humanidad y parque nacional en el norte de Túnez,, entra en el registro Montreux en 1990 por la construcción de una presa en los uadis que lo alimentan.[51]

### Uganda
- Lago George, 150 km2. Designado en 1988 en la provincia de Toro. Entra en el registro de Montreux en 1990, debido a la filtración de sustancias químicas de las minas de Kilembe y afluencia de productos químicos agrícolas al humedal.[52]